# لويز إرميش
لويز إرميش (بالإنجليزية: Luise Ermisch)‏‏ (20 مايو 1916 في هاله - 17 يناير 2001 في مولهاوزن) سياسية من ألمانيا. بعد الحرب عملت كخياطة في الجمعية العامة VEB.

## الجوائز
- نيشان كارل ماركس
- راية العمل  [لغات أخرى]‏